# Mohammed Bakhati
Mohammed Bakhati foi um futebolista egípcio que atuava como meio-campista. 

## Carreira
Bakhati jogava no Zamalek quando foi convocado para a Seleção Egípcia de Futebol que disputaria a Copa do Mundo FIFA de 1934.